# Edward Sapir
Edward Sapir (Lauenburg in Pommern, 1884. január 26. – New Haven, 1939. február 4.) amerikai nyelvész-antropológus, egyike volt a legfontosabb amerikai nyelvész-szakértőknek az Amerikai Egyesült Államokban. 

## Élete
Sapir a németországi Pomerániában született, de szülei gyerekkorában az Amerikai Egyesült Államokba emigráltak. A Columbián német nyelvészetet hallgatott, itt találkozott Franz Boasszal, aki inspirálóan hatott rá, hogy az amerikai őslakos indiánok nyelvével foglalkozzon. Amint befejezte a PhD-jét, Kaliforniába került, hogy Alfred Kroeberrel dolgozzon együtt, dokumentálva a helyi őslakosok nyelveit. A Geological Survey of Canada alkalmazottja volt 15 évig, ahol Észak-Amerika egyik legjelentősebb nyelvészévé vált. A Chicagói Egyetemen professzori állást ajánlottak neki, itt töltött néhány évet, folytatva az elmélyülést a nyelvészet tárgyában. Élete vége felé professzor volt a Yale Egyetemen, ahol viszont nem igazán érezte otthon magát. Tanítványai között volt Mary Haas és Morris Swadesh nyelvész, valamint olyan kulturális antropológusok, mint Fred Eggan és Hortense Powdermaker. 
Nyelvészi hátterével Sapir egyike lett Boas azon tanítványainak, akik az antropológia és a nyelvészet közti kapcsolatot kutatták. Sapir azt tanulmányozta, miképp befolyásolja egymást a nyelv és a kultúra, ugyanakkor a nyelvészeti és világkulturális különbségek is érdekelték. Ez a része a gondolatmenetének kifejtést talált tanítványa, Benjamin Lee Whorf által a nyelvészeti relativizmusban, a Sapir-Whorf-elméletben. Az antropológiában Sapir úgy ismert, mint aki hamar felfedezte a pszichológia bevonását az antropológiába, fenntartva a természet tanulmányozásának kapcsolatát az egyén személyiségével, melynek fontosságát abban látta, hogy ezáltal fejlődik a társadalom és a kultúra. 
Legjelentősebb közreműködése nyelvészi szempontból az amerikai őslakosok nyelvének osztályozása volt, melyen egész karrierje során dolgozott. Fontos szerepet játszott a fonéma modern fogalmának kidolgozásában, nagy előrelépést mutatva a fonológia megértésében.

## Magyarul megjelent művei
- Az ember és a nyelv; vál., ford., utószó Fabricius Ferenc; Gondolat, Budapest, 1971